# Карл Скотті
Карл Скотті (італ. Carlo Scotti) (1747—1823) — художник-декоратор Російської імперії італійського походження. Представник плеяди італійських майстрів, що приїхали жити та працювати до Росії в XVIII столітті.

## Біографія
1786 року приїхав до Росії з двома синами: Джованні Батіста (Іван) — десяти років і Доменіко (Дементій) — шести років.
Ним було розписано купол церкви Михайлівського замку, інтер'єри Павлівського палацу після пожежі 1803 року.
Наставник Доменіко Жилярді.